# Polyosma podophylla
Polyosma podophylla är en tvåhjärtbladig växtart som beskrevs av Schlechter. Polyosma podophylla ingår i släktet Polyosma och familjen Escalloniaceae. Inga underarter finns listade i Catalogue of Life.